# Herkules Farnese

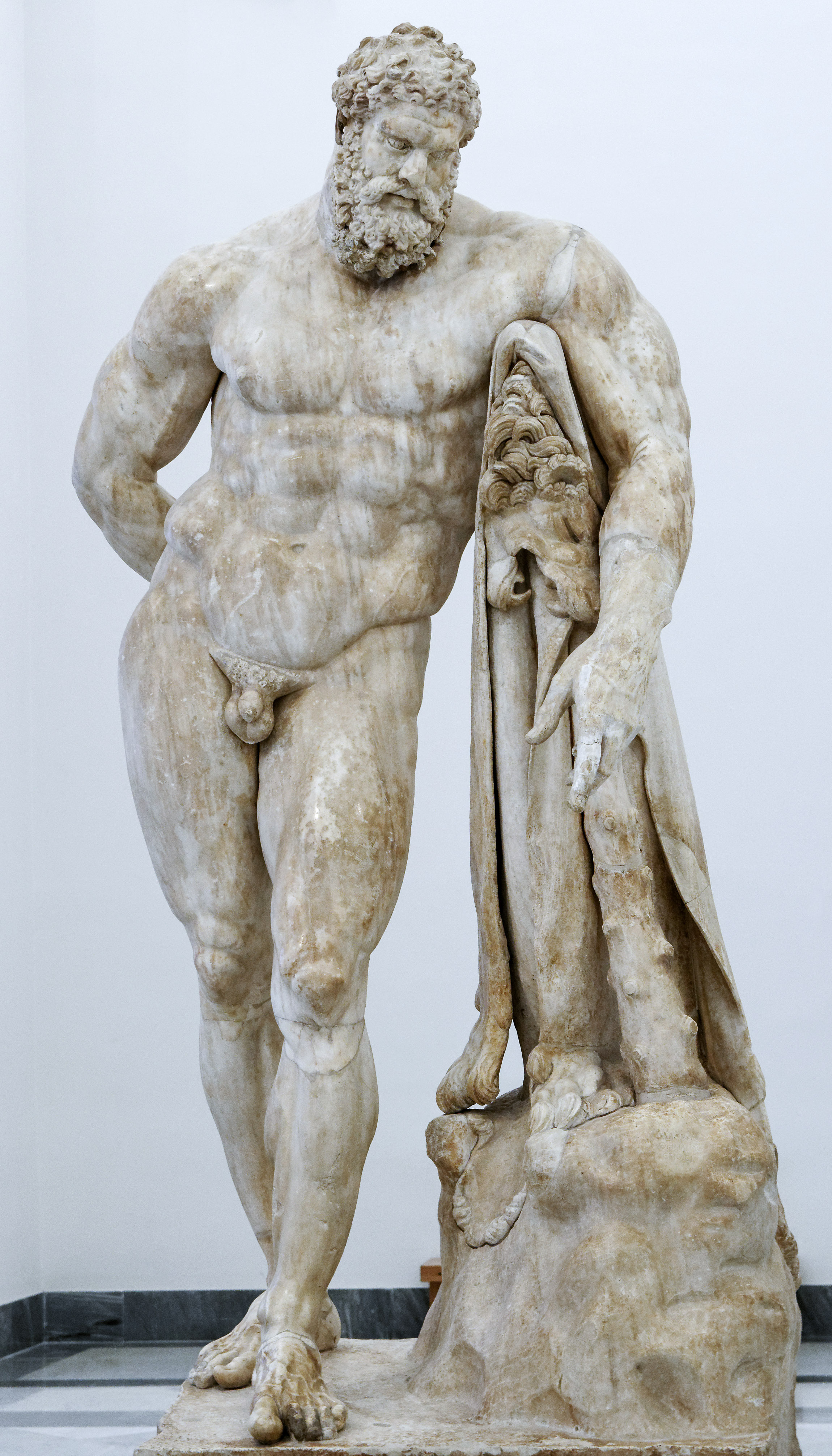
Herkules Farnese, Archäologisches Nationalmuseum, Neapel

Der Herkules Farnese (auch Hercules Farnese, Herakles Farnese oder der Farnesische Herkules) ist eine antike Skulptur. Benannt wurde sie nach dem Thema ihrer Darstellung, dem antiken Halbgott und Heros Herkules, und dem Ort, an dem die Statue als Sammlungsstück in der Neuzeit Aufstellung fand, der Farnesischen Sammlung. Sie ist heute im Archäologischen Nationalmuseum Neapel ausgestellt. Mehr als 200 groß- und kleinformatige Nachbildungen und Variationen des „Herkules Farnese“ aus römischer Zeit belegen die Berühmtheit, welche die Statue in der Antike hatte. Das Original stammte von dem Bildhauer Lysipp.

## Beschreibung und Zuweisung
Die Statue zeigt den nach seinen Heldentaten ruhenden Herakles, in seiner linken Achsel auf seine Keule gestützt, die auf einem Felsen aufgestellt ist, darüber das Fell des nemeischen Löwen. Sein rechter Arm ist angewinkelt nach hinten geführt, die rechte Hand liegt hinter dem Rücken und hält die drei Äpfel, die Herakles bei den Hesperiden errungen hat. Der Körper ist überaus muskulös, der Held stiernackig dargestellt. Der Kopf ist im Verhältnis zum massigen Körper unterproportioniert klein. Sein Blick ist nach unten zu seiner Linken gesenkt.
Herakles tritt mit beiden Füßen voll auf, das rechte Standbein ist leicht nach hinten gesetzt, das linke Spielbein leicht nach vorn. Die Beinstellung kontrastiert chiastisch die Armhaltung und ermöglicht für eine ruhende Gestalt eine außergewöhnlich raumgreifende Wirkung und Verdrehung der einzelnen Körperpartien. Der klassische Kontrapost, wie er am vollkommensten im Werk Polyklets verkörpert wurde, ist weitgehend aufgelöst: das Spielbein nach vorn gesetzt, den Kopf zur Spielbeinseite gewendet, die Körperachse aus der Mitte verschoben. Gleichwohl ist auch dies alles nicht neu. Eine um 360 v. Chr. geschaffene Heraklesstatue in der Ny Carlsberg Glyptotek in Kopenhagen zeigt bereits alle Ansätze des Kompositionsschemas, allerdings in einer deutlich weniger dramatischen, zur Kunst des Hellenismus überleitenden Ausführung.
Unter Archäologen besteht Einigkeit darüber, dass das Original des Herkules Farnese dem Bildhauer Lysipp zuzuschreiben ist. Strabon berichtet, dass eine sehr große lysippische Statue des Herakles von Fabius Maximus nach der Einnahme der Stadt 209 v. Chr. aus Tarent nach Rom geschafft wurde und auf dem Kapitol Aufstellung fand. Lysipp schuf um 320 v. Chr. seine knapp drei Meter große Kolossalfigur, deren Bronzeoriginal verloren gegangen ist.
Der eigentliche Hercules Farnese ist die bekannteste Kopie dieser ursprünglich griechischen Statue. Es handelt sich um eine mit Sockel 3,17 m hohe römische Kopie aus Marmor, die in den Caracalla-Thermen gefunden wurde und von dem ansonsten unbekannten Bildhauer Glykon signiert ist.

### Details

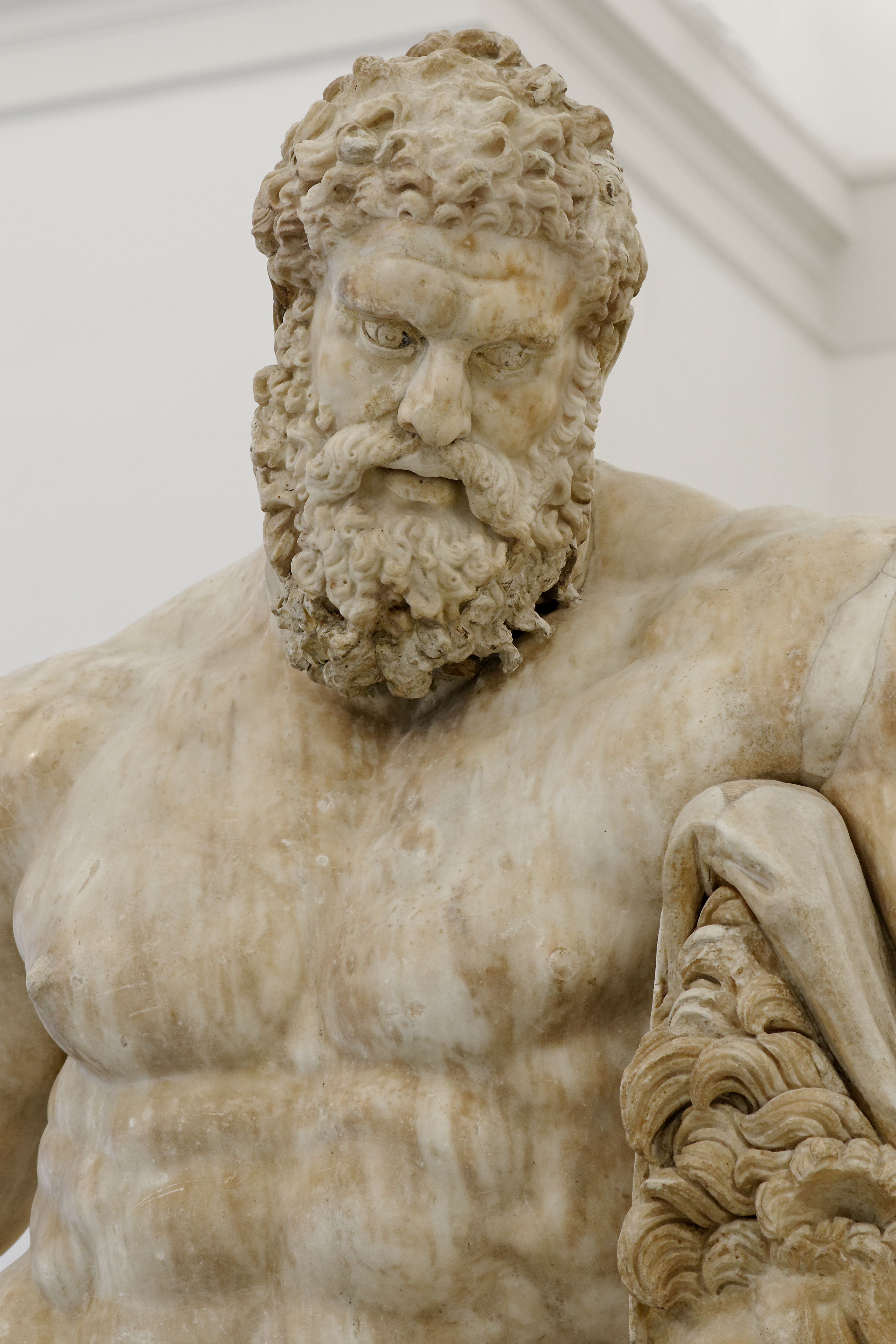
Gesicht
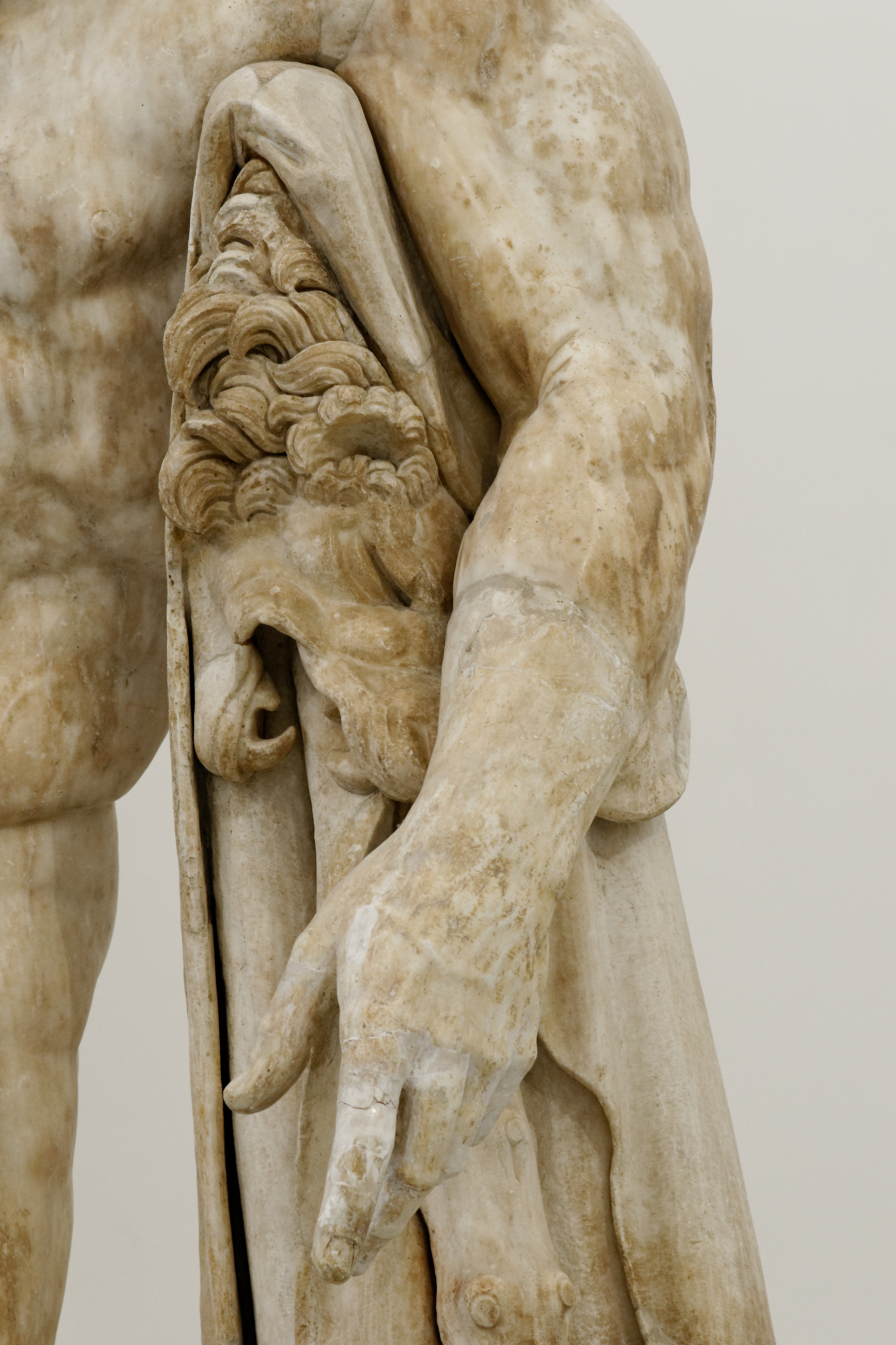
Linke Hand
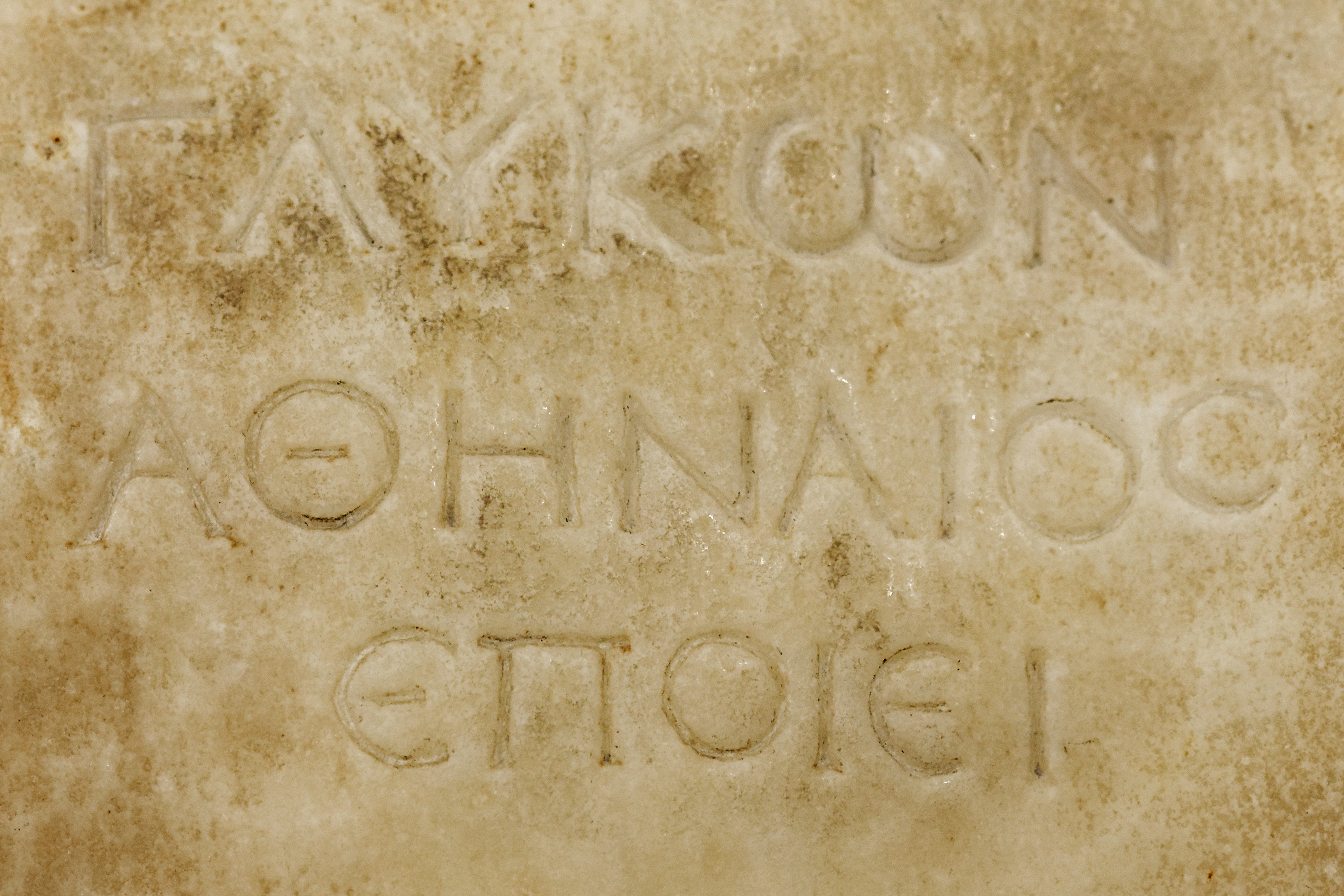
Signatur des Glykon

## Entdeckung und weiteres Schicksal

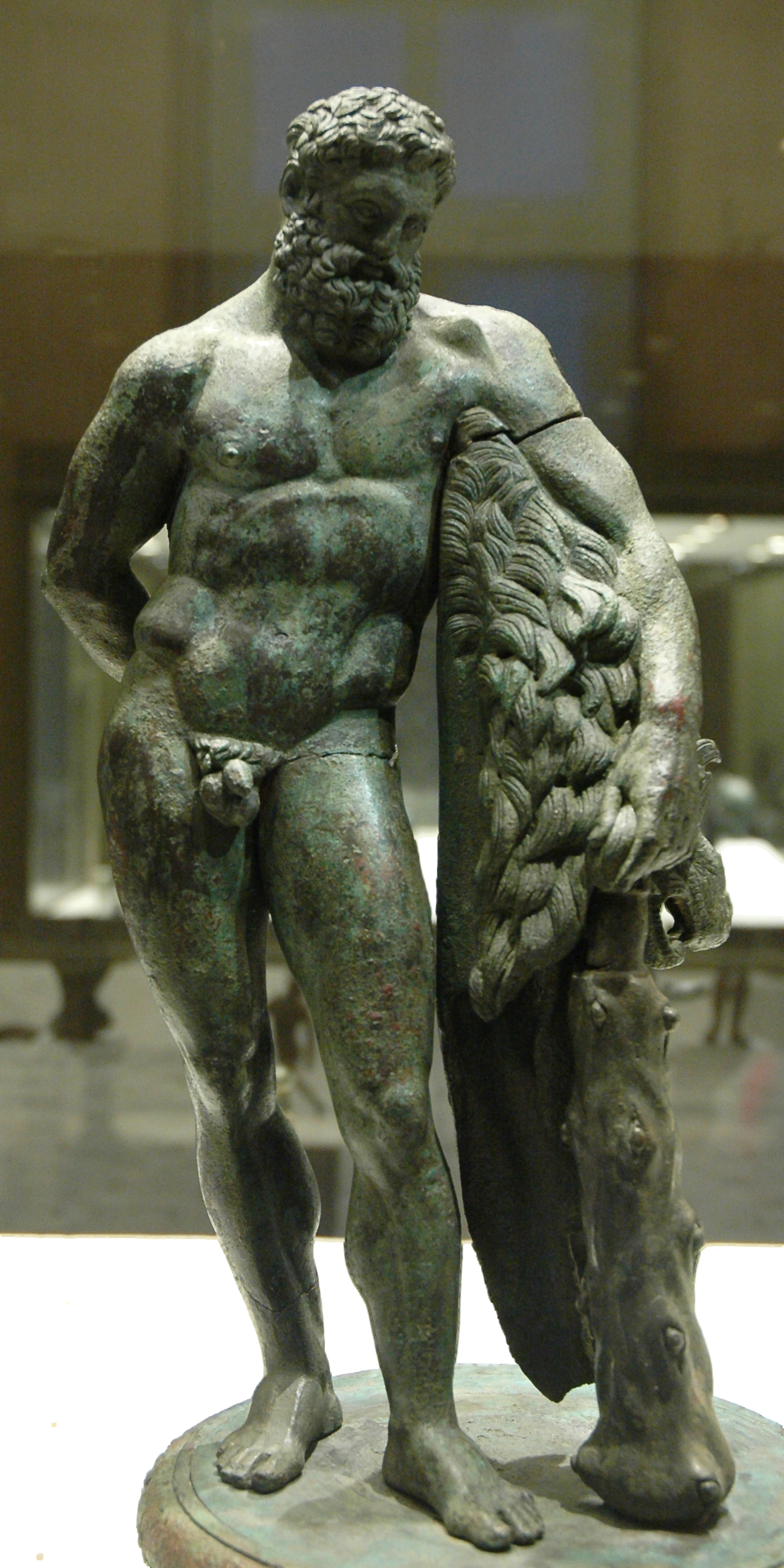
Hellenistische oder römische Nachbildung, Louvre, Paris

Die Kopie des Glykon, die vermutlich eigens für die 216 n. Chr. eingeweihten Caracalla-Thermen in Rom gefertigt wurde, wurde 1546 dort gefunden. Zunächst entdeckte man nur den Torso. Der Kopf wurde in Trastevere gefunden, bei Nachgrabungen in den Thermen kamen auch die bis dahin verlorenen Beine zutage, wurden aber nicht sogleich angepasst, da man die mittlerweile von Guglielmo della Porta, einem Schüler Michelangelos, angefertigten Ergänzungen so passend fand, dass man sie als Beweis des eigenen Könnens der Zeit an der Statue beließ. Papst Paul III. ließ die beiden Kolossalfiguren in der Hofloggia des Palazzo Farnese aufstellen. Erst im Jahr 1787, als die Statue nach Neapel kam, wurden Beine und Torso zusammengeführt.
Die Figur wurde zur Attraktion für Besucher. Landgraf Karl von Hessen-Kassel sah sie während seiner Italienreise 1699/1700 auf der Suche nach Inspirationen für Gestaltungen der Residenzstadt Kassel. Westlich der Stadt Kassel hatte der Landgraf eine große Gartenanlage errichten lassen. Als Krönung blickt seit 1717 vom Gipfel des Karlsberges der „Kasseler Herkules“, eine 8,25 m hohe Kopie des „Herkules Farnese“ aus Kupfer. Goethe erwähnt den „Herkules Farnese“ in seiner Italienischen Reise als „eins der vollkommensten Werke alter Zeit“. Zu dieser Zeit ließ der König von Neapel den „Herkules Farnese“ in seiner Residenz aufstellen. Bald darauf wollte Napoleon Bonaparte die Statue nach Frankreich bringen lassen, da sie in seiner neu geschaffenen Sammlung fehlte. Im Jahr 1799 war sie schon verpackt und nur die Revolution in Neapel verhinderte den Abtransport. Zahlreiche Nachbildungen aus dem 16. bis 18. Jahrhundert fanden in Europas Parkanlagen und Gärten Aufstellung.
Eine weitere antike Fassung nahezu identischer Größe war 1566 in Rom gefunden und 1568 von Großherzog Cosimo I. de’ Medici erworben worden. Bei diesem Exemplar war der Kopf noch in antiker Zeit durch ein Porträt von Kaiser Commodus ersetzt worden, die Statue zeichnete sich für die Antiquare und Sammler jedoch durch eine (heute als nachträgliche Hinzufügung erkannte) Signatur des Bildhauers Lysipp und somit durch ihre vermeintliche Authentizität aus. Seit dem späten 16. Jahrhundert befindet sich diese Fassung im Innenhof des Palazzo Pitti in Florenz.